# Неклюдово (Дубьонський район)
Неклю́дово (рос. Неклюдово, ерз. Неклюдово) — село у складі Дубьонського району Мордовії, Росія. Входить до складу Ломатського сільського поселення.

## Населення
Населення — 61 особа (2010; 103 у 2002).
Національний склад (станом на 2002 рік):
- росіяни — 87 %